# Udružena ljevica (koalicija)
Udružena ljevica je koalicija socijaldemokratskih, socijalističkih, zelenih, alternativnih, radničkih i regionalnih stranaka. Trenutno, ovu koaliciju čini pet stranaka: Akcija socijaldemokrata Hrvatske, Zelena stranka, Hrvatska radnička stranka, Demokratska stranka žena i Jadranski socijaldemokrati. Pregovore o pristupanju koaliciji vode i Hrvatski socijaldemokrati donedavno bliži "Ninićevoj" Udruženoj ljevici. Predstavnik za javnost ove koalicije jest predsjednik Akcije socijaldemokrata Hrvatske Zlatko Klarić. Udružena ljevica je otvorena i za pristup drugih stranaka slične orijentacije.

## Politički program
Udružena ljevica poziva na promjenu postojećega stanja u zemlji, zbog njegove besmislenosti, neodrživosti i opasnosti. Ona se, također, deklarira kao borac protiv žrtvovanja građana Hrvatske za, kako ga nazivaju, robovlasnički sustav u Republici Hrvatskoj. Udružena ljevica izražava spremnost za oduzimanje nezakonito stečene imovine. Udružena ljevica smatra da je njezinim nastankom u zemlji zadovoljena vitalna potreba za formiranjem snažne socijalno senzibilne stranačke grupacije socijaldemokratske orijentacije.

## Stavovi o EU i NATO-u
Pitanje ulaska Hrvatske u Europsku uniju važnije je za ovu koaliciju od pitanja ulaska u NATO pakt. Usprkos tome, koalicija još nije jasno definirala svoj stav o toj temi. Udružena se ljevica oštro protivi ulasku Hrvatske u NATO pakt.

## Vanjske poveznice
- Službena stranica koalicije  Arhivirana inačica izvorne stranice od 19. siječnja 2007. (Wayback Machine)
- Službena stranica Akcije socijaldemokrata Hrvatske  Arhivirana inačica izvorne stranice od 10. lipnja 2007. (Wayback Machine)
- Službena stranica Hrvatske radničke stranke  Arhivirana inačica izvorne stranice od 9. svibnja 2019. (Wayback Machine)